# Ioan Fălcușan
Ioan Fălcușan (n. 1862, Blaj - d.  1926, Gherla) a fost delegat la Marea Adunare Națională de la Alba Iulia

## Biografie
A urmat școala primară și apoi cursul inferior al Liceului de Stat din Gherla.  Ioan Fălcușan a fost comerciant axat pe haine de cult. 
În 1918 a participat la organizarea Gărzii Naționale de la Gherla și mintitul Gherlei, fiind ales membru în Consiliul Național Român din Gherla, la 5 noiembrie 1918.